# Beat de Tui
Beat va ser un religiós hispanovisigot, bisbe de Tui aproximadament entre els anys 650 i 656.
Al Còdex Urgellenc apareix com a Benedicti, però és l'única font que l'anomena així. Beat va ser convocat el 653 al VIII Concili de Toledo, però no hi va poder assistir. En el seu lloc hi va enviar un prevere anomenat Victorí, per exercir de prelat substitut, i aquest va subscriure a les actes del concili com a vicari, allò que es va decretar al sínode: Victorinus Presbyter Beati Episcopi Ecclesiae Tudensis SS. Fins a l'any 675 no torna a aparèixer el nom d'un altre bisbe de Tui als concilis, i no se sap quan va durar el mandat de Beat o si va tenir successors abans de Genitiu.